# Rodion Ladislau Roșca
Rodion Ladislau Roșca (n. 4 aprilie 1953, Cluj, România – d. 26 martie 2021) a fost un muzician rock român. Ani de activitate (1968-1989) ; (2008-2021).Formaţia "Rodion GA" ani activitate (1975-1984) , membrii formaţiei : Rodion Ladislau Roşca (compozitor,voce),Gicu Fărcaş(bas),Adrian Căpraru(chitară),Vasile Rus(tobe),Petrică Şovăială(orgă,sintetizator).

## Biografie
Rodion s-a născut în data de 4 aprilie 1953, la Cluj-Napoca, Republica Populară Română. Tatăl său, János(Nelu) Róska(Roșca) (n.1900- d.????), a fost un ofiţer de rang înalt maghiar,ungur, iar mama sa, Rozalia Roşca (n. 27.03.1916 - d.aprilie 1989), a fost româncă(timişoreancă)de etnie română născută în Timişoara.Rodion a mai avut 2 fraţi Endre şi Maria care au murit în anul 1943 din cauza pneumoniei.Rodion experimentează, încă din anii de liceu, posibilitățile generării de sunete noi, neconvenționale. Folosind la început în anii 1960's unul Tesla Sonet Duo,Tesla Sonet B4 și mai apoi în anii 1970's respectiv anii 1980's mai multe magnetofoane Tesla B90,Tesla B100 (fabricaţie Cehoslovacia),Kashtan (fabricaţie URSS), își înregistrează chitara în 1969 și, prin supraimprimare sau supramodulare, obține un sound complet schimbat, foarte asemănător cu cel a sintetizatorului Dr.Q sunet "qiu" ca un puls.A folosit şi un microfon Grundig GDSM în anii 1970's pentru înregistrări voce şi instrumente.Absolvent al Liceului de Muzică din Cluj, instrumentul clarinet, Rodion este mai degrabă atras de compoziție și experiment, astfel că, între anii 1968 - 1978 înregistrează prin metodele proprii, în apartamentul său, peste 100 de cântece.
În 1975, alături de Gicu Fărcaș(bas,voce) și Adrian Căprar(tobe), pune bazele formației Rodion G.A., continuând să scrie muzică după propria filozofie. Formația este considerată revelația rock a României și activează pâna în 1984. Acum este momentul în care se lansează principalele compoziții care vor defini personalitatea lui Rodion Roșca, „Stele și Lumini(1980)”, „Imagini din Vis(1981)”, „În liniștea nopții(1975-1979)” sau „Uneori(1975-1979)”. Piesele ajung pe rând pe primele poziții ale clasamentelor alcătuite de radiourile și revistele vremii. Formația continuă să ocolească studiourile profesioniste de înregistrare și experimentează înregistrând în micul apartament al liderului său.Au apărut şi înregistrat videoclipul melodiei "Stele şi Lumini(1980)" în seara/ajunul Revelionului 1980/1981 la emisiunea de pe postul naţional TVR.
În 1984, trupa se destramă datorită instabilității formulei sale, în 9 ani perindându-se câteva zeci de instrumentiști. Rodion Roșca continuă să compună pentru teatru sau televiziune,a compus coloana sonoră a filmului artistic desenat de animaţie "Misiune Spaţială Delta(1984)", până în 1989 când, după moartea mamei sale, nu mai găsește resurse să meargă înainte.În anul 1990 se retrage definitiv din activitatea muzicală ca şi artist dedicânduse vieţii familiale.Are o fiică pe nume Isabella Gog Roşca (n.1993).În anul 2004 se mută definitiv din oraşul Cluj-Napoca(judeţul Cluj) în satul(comuna) Aşchileul Mare(judeţul Cluj).
În 2008, casa de producție Roadrunner Music România aduce trupa Rodion G.A. în atenția opiniei publice, dupa 19 ani de absență. Încep procedurile de remasterizare a pieselor Rodion G.A., însă totul se oprește odată cu falimentul casei de discuri.
În anul 2012, Rodion Ladislau Roșca este redescoperit de colectivul de muzicieni Future Nuggets care, împreună cu casa de producție londoneză Strut Records si mediați de Ambassador's Reception  îi lansează în mai  2013 primul album integral semnat Rodion G.A. 

Pentru cultura românească, apariția lui Rodion Roșca reprezintă o formă de rezistență extrem de vitală într-o perioadă rece și sumbră a României.
Rodion Roșca a decedat în 26 martie 2021.